# Harry Houdini
Harry Houdini (ur. 24 marca 1874 w Budapeszcie, zm. 31 października 1926 w Detroit) – węgierski iluzjonista, wolnomularz i demaskator mediów spirytystycznych żydowskiego pochodzenia. Uważany za jednego z najsłynniejszych iluzjonistów, specjalistów od ucieczek i pokazów akrobacji wszech czasów.

## Młodość
Urodził się 24 marca 1874 w Budapeszcie, w żydowskiej rodzinie jako Erik Weisz. Jego ojcem był rabin Rabbi Mayer Samuel Weisz (1829–1892), a matką – Cecilia Steiner (1841–1913). W 1878 wyemigrował z rodziną do USA, gdzie wymawiano jego nazwisko jako Ehrich Weiss, lecz przyjaciele nazywali go „Erie” lub „Harry”. Początkowo żył z rodziną w Appleton w stanie Wisconsin, gdzie jego ojciec był rabinem w Zion Reform Jewish Congregation. Po uzyskaniu przez ojca obywatelstwa USA w czerwcu 1882 wraz z rodziną opuścił Appleton i przeniósł się do Nowego Jorku. Od 1900 zaczął podawać w wywiadach jako miejsce urodzenia Appleton w stanie Wisconsin i datę 6 kwietnia 1874, lecz po jego śmierci badacze odnaleźli jego węgierski akt urodzenia.
Chodził do szkoły, jednak nie ukończył żadnej. Rzucił szkołę, ponieważ chciał pójść do pracy, żeby wesprzeć domowy budżet. Jako dziecko podejmował się różnych prac, jedną z nich była praktyka u ślusarza, co wyjaśniałoby, w jaki sposób nauczył się otwierać zamki bez używania klucza. Zadebiutował publicznie w wieku dziewięciu lat pokazem występów na trapezie, każąc się nazywać „Ehrich, książę powietrza”. Oficjalnie zmienił nazwisko na Harry Houdini w 1913.

## Kariera

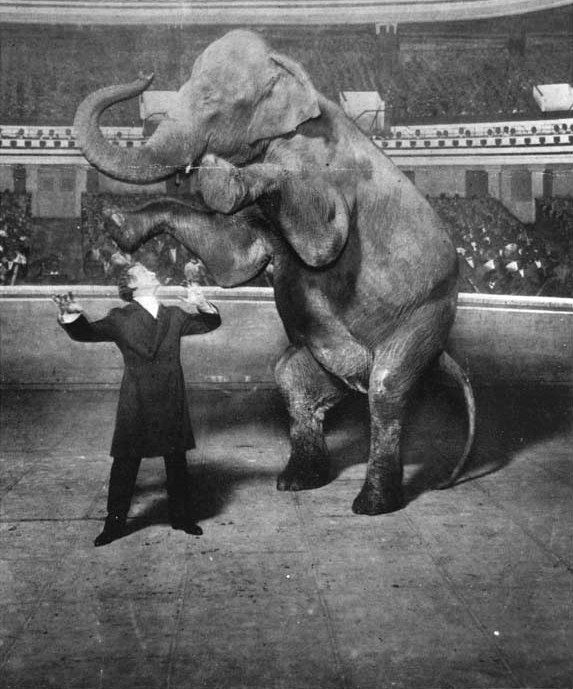
Sztuczka ze znikającym słoniem

W 1891 rozpoczął karierę jako profesjonalny iluzjonista i zaczął używać nazwiska Harry Houdini z powodu podobieństwa nazwiska do znanego francuskiego iluzjonisty Jeana Eugène’a Robert-Houdina, co doradził mu przyjaciel, twierdząc, że w języku francuskim dodanie „i” do nazwiska Houdin da w efekcie znaczenie „będący jak Houdin”. Na początku kariera iluzjonisty nie przyniosła mu wielkiego sukcesu, dopóki nie poznał artystki Wilhelminy Beatrice „Bess” Rahner w 1893, którą poślubił po trzech tygodniach znajomości. Przez całą jego dalszą karierę „Bess” pracowała jako jego sceniczna asystentka. Nie mieli dzieci przez cały okres trwania małżeństwa. Siostrzenica Bess, Marie Hinson Blood, powiedziała, że Bess cierpiała na chorobę, która uniemożliwiała jej posiadanie dzieci.
Początkowo koncentrował się na tradycyjnych sztuczkach z kartami, aż w końcu „zaszufladkował” siebie jako „Króla kart” i „Króla uwalniania się z zakuć”. Jedna z jego najsłynniejszych sztuczek (poza ucieczkami) była przedstawiona na londyńskim hipodromie: spowodował zniknięcie ogromnego słonia (wraz z treserem) ze sceny, pod którą znajdował się basen.
Szybko zaczął eksperymentować ze sztukami ucieczek. Przełomem w karierze Houdiniego było poznanie w 1899 showmana Martina Becka. Będąc pod wrażeniem umiejętności Houdiniego uwalniania się z więzów, Beck nakłonił go do doskonalenia się w sztuce ucieczek i zaangażował go w objazdowym wodewilu Orpheum. W ciągu kilku miesięcy Orpheum stał się jednym z najbardziej znanych wodewili w kraju. W 1900 Houdini udał się do Europy ze swymi występami. Po powrocie w 1904 jego występy zostały okrzyknięte sensacją.
Od 1904 i w latach 1910–1920 występował z wielkimi sukcesami w Stanach Zjednoczonych. Uwalniał się z kajdan, łańcuchów, więzów i kaftanów bezpieczeństwa, nawet gdy był zawieszony na linie i znajdował się pod wodą. W 1913 przedstawił jedną ze swoich najbardziej znanych sztuczek, czyli „wodną komorę chińskich tortur”, w której umieszczony był w pozycji „do góry nogami” w zamkniętej skrzyni ze stali i szkła do pełna zalanej wodą. Powstrzymywał w niej oddech przez 3 minuty.

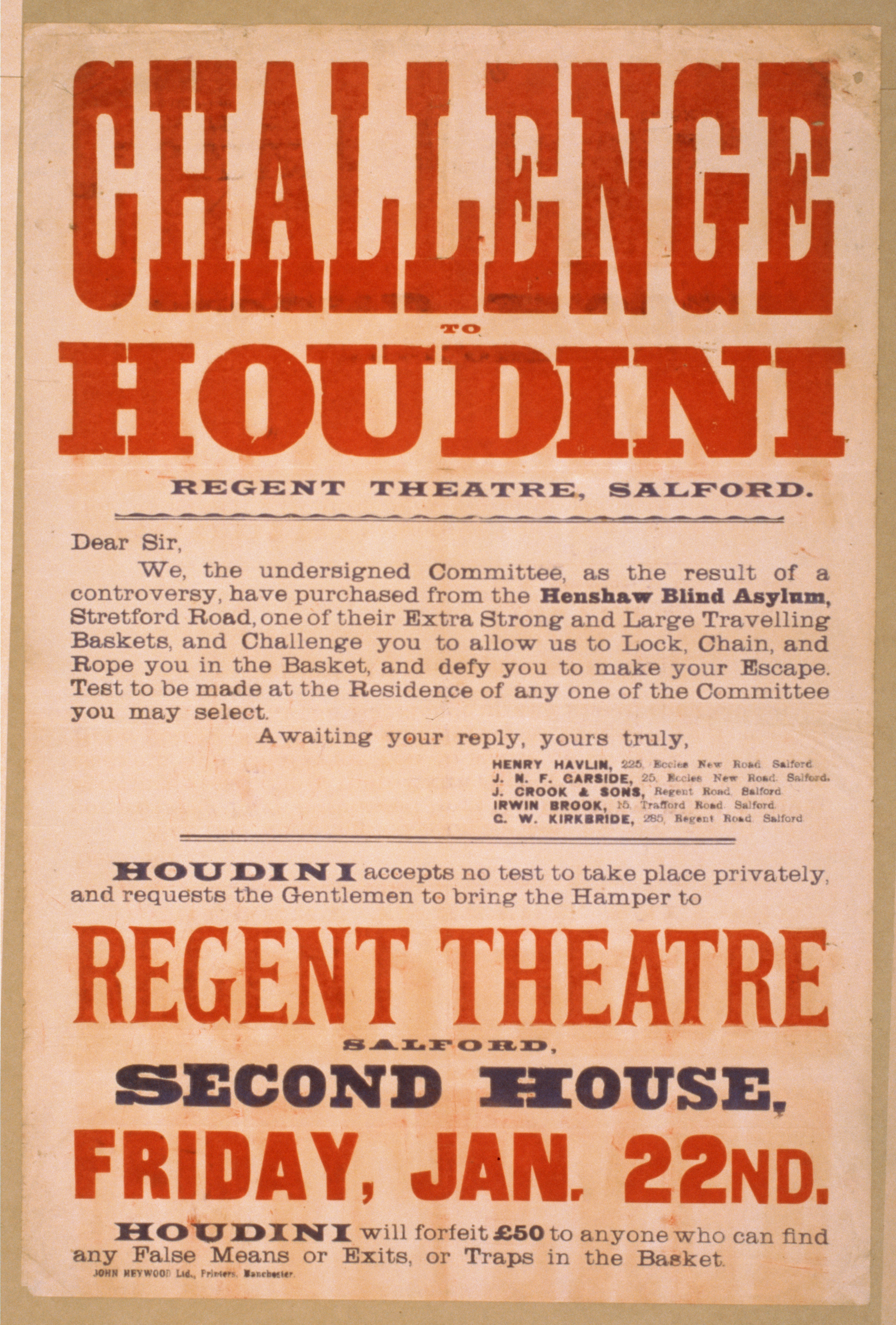
Afisz zapowiadający występ Houdiniego

Niektóre swoje sztuczki wyjaśniał w książkach, publikowanych jeszcze w czasie trwania jego kariery. W „Handcuff Secrets” (1909) wyjaśniał, jak wiele zamków i kajdanek można otworzyć, stosując odpowiednio dobraną siłę, nawet posługując się sznurówką. W innych przypadkach ukrywał w gardle wytrychy lub klucze, a następnie zwracał je, będąc np. pod wodą. Potrafił uwolnić się z bańki na mleko dokładnie zamkniętej z zewnątrz, gdyż w tym jej typie było możliwe odkręcenie wieczka od środka. Gdy wisiał na linie odziany w kaftan bezpieczeństwa, podczas jego zakładania nabierał maksymalną ilość powietrza i napinał – na ile zdołał – wszystkie mięśnie, co powodowało, iż po wypuszczeniu powietrza i rozluźnieniu mięśni kaftan był założony na tyle luźno, by można się było wyswobodzić. Początkowo ucieczki z kaftanu bezpieczeństwa przedstawiał, ukrywając się za kurtyną, zza której wyłaniał się już uwolniony. Brat Houdiniego, również iluzjonista – specjalista od ucieczek używający pseudonimu Theodore Hardeen, pewnego razu wyzwał go do zaprezentowania tej sztuczki bez kurtyny, przekonując go, że uczyni to jeszcze większe wrażenie na widzach, gdy będą mogli obserwować, w jaki sposób się uwalnia. Nieraz obydwaj prezentowali uwalnianie się z kaftanów bezpieczeństwa, zwisając głową w dół na linach. Uważa się, że część sztuczek z uwalnianiem się z kaftanów bezpieczeństwa niesłusznie przypisuje się Harry’emu Houdini, podczas gdy rzeczywistym ich wykonawcą był jego brat, Hardeen.

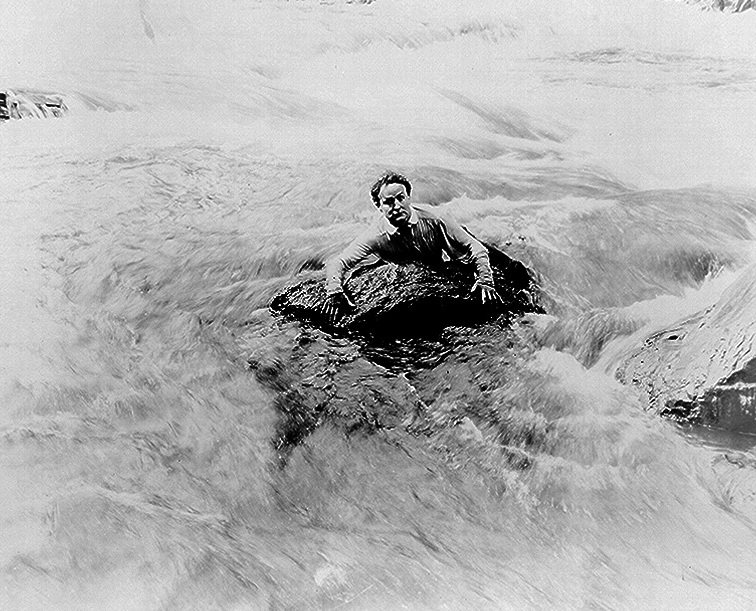
Houdini przepływający pod Niagarą w filmie The man from beyond (1922)

W 1910 na tournée w Australii zabrał ze sobą samolot dwupłatowy, którym wykonał pierwszy kontrolowany lot w historii Australii, nad Diggers Rest w australijskim stanie Wiktoria. W 1919 został szefem Martinka & Co., firmy w branży iluzjonistycznej w USA.

## Demaskator spirytystów

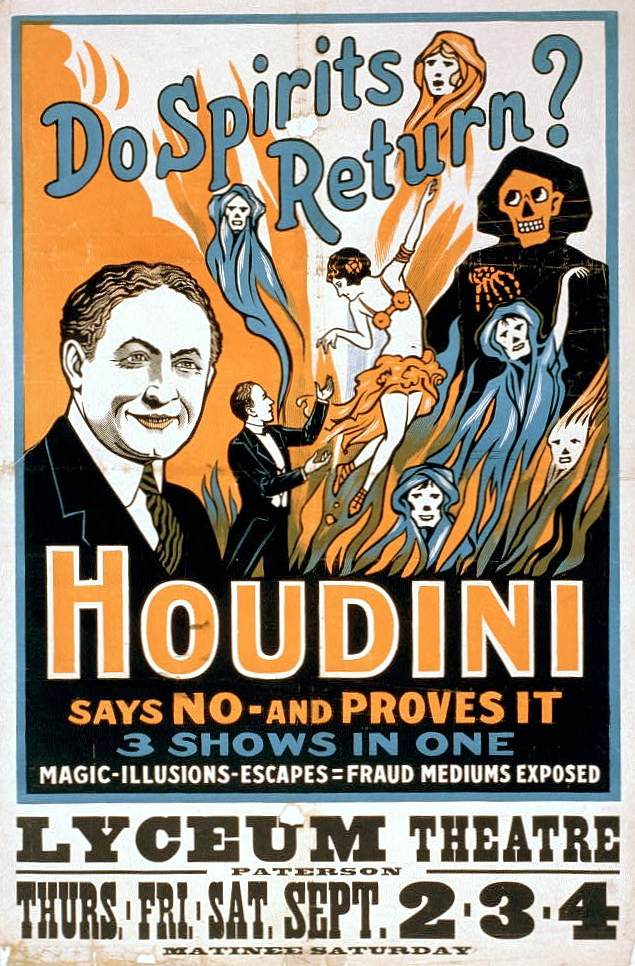
Czy duchy powracają? Houdini mówi Nie – i to udowadnia – plakat demaskatorskiego przedstawienia z 1909.

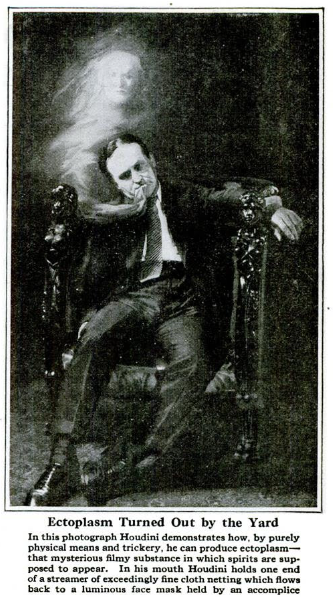
Houdini demonstrujący fałszywą ektoplazmę, 1925.

Po śmierci matki w latach 20. poświęcił się demaskowaniu samozwańczych parapsychologów i mediów, do czego zainspirował też innych iluzjonistów: Jamesa Randiego i P.C. Sorcara oraz duet Penn i Teller. Praktyka Houdiniego w sztuce iluzji pozwalała mu ujawniać oszustwa, którym dawali się zwieść nawet uznani naukowcy. Został członkiem komitetu przy Scientific American, oferującego dużą nagrodę pieniężną każdemu, kto zademonstruje swe paranormalne zdolności – dzięki wiedzy Houdiniego i pozostałych iluzjonistów – (członków pięcioosobowego komitetu) nagroda ta nigdy nie została wypłacona. Korzystając z rosnącej sławy „pogromcy duchów”, Houdini zaczął ujawniać oszustwa w owych seansach, w towarzystwie reportera i oficera policji. Prawdopodobnie najsłynniejszym medium tak zdemaskowanym była Mina Crandon, znana też jako medium Margery z Bostonu. Houdini spisał swoje doświadczenia z demaskowaniem spirytystów w książce pt. A Magician Among the Spirits.
Demaskowanie spirytystów kosztowało Houdiniego utratę przyjaźni sir Arthura Conana Doyle’a, twórcy postaci Sherlocka Holmesa. Doyle, gorący wyznawca spirytyzmu pod koniec swego życia, nie dawał wiary oświadczeniom Houdiniego na ten temat. Doyle sądził, że sam Houdini jest potężnym medium spirytystycznym, uważając wiele jego sztuczek za przejawy działania sił paranormalnych, a jego demaskatorska działalność jest po prostu pozbywaniem się konkurencji (zobacz: Na skraju nieznanego Doyle’a, opublikowana po śmierci Houdiniego, w 1931). Sprawa ta uczyniła z tych dwóch niegdysiejszych przyjaciół publicznych wrogów.
W swoim testamencie Houdini zapisał ogromną bibliotekę Amerykańskiemu Towarzystwu Badań Psychiki pod warunkiem, że jej szef działu badań i wydawca czasopisma ASPR, J. Malcolm Bird, złoży dymisję. Po odmowie Wenta księgozbiór przekazano Bibliotece Kongresu Stanów Zjednoczonych.
Sława Houdiniego jako demaskatora spirytystów dorównywała tej, którą zdobył jako iluzjonista.

## Śmierć
Ostatni występ dał 24 października 1926 w teatrze Garrick Theatre w Detroit w stanie Michigan. Następnego dnia został hospitalizowany w Detroit's Grace Hospital. Zmarł na zapalenie otrzewnej w następstwie przechodzonego zapalenia wyrostka robaczkowego, 31 października 1926, w wieku 52 lat.
Szeroko znana legenda miejska głosi, iż chorobę spowodował student Uniwersytetu McGill J. Gordon Whitehead, 22 października 1926 w Montrealu, zadając Houdiniemu wielokrotne ciosy w podbrzusze. Naocznymi świadkami tego zdarzenia mieli być studenci owego uniwersytetu, Jacques Price i Sam Smilovitz (w innej wersji: Jack Price i Sam Smiley). Według Price’a, Houdini leżał na kanapie po występie, pozując pewnemu studentowi sztuki. Wówczas do pomieszczenia wszedł Whitehead i spytał, czy to prawda, że Houdini może przyjąć dowolnie silny cios w brzuch, co Houdini potwierdził. Zanim Price zdążył zaprotestować, Houdini został powalony i Whiteahead przystąpił do zadawania mu ciosów w brzuch, dopóki ten nie zaczął okazywać oznak bólu. Price opowiada, że Houdini po prostu nie miał czasu właściwie się przygotować do przyjęcia ciosów, nie był też w odpowiedniej pozycji, by móc to zrobić. Na podstawie relacji Price’a i Smileya firma ubezpieczeniowa orzekła, że do śmierci doszło w wyniku incydentu w garderobie i wypłaciła podwójną sumę ubezpieczenia. Wersję tę podważa jednak współczesna medycyna, zaprzeczając, by pobicie mogło być przyczyną choroby takiej, jak ta Houdiniego.
Pogrzeb Houdiniego odbył się 4 listopada w Nowym Jorku, w kondukcie przeszły tysiące żałobników. Houdini został odprowadzony na cmentarz Machpelach w Queens, a na jego pomniku wyryto herb Amerykańskiego Towarzystwa Iluzjonistów. Jego członkowie do dziś odbywają rytuał „łamania czarodziejskiej różdżki” przy grobie Houdiniego w każdą rocznicę jego śmierci.

## Autor
Houdini wydał kilka książek podczas swej kariery, współautorem niektórych był jego przyjaciel Walter Brown Gibson, twórca „The Shadow”:
- The Right Way to do Wrong (1906)
- Handcuff Secrets (1907)
- The Unmasking of Robert Houdin (1908)
- Magical Rope Ties and Escapes (1920)
- Miracle Mongers and their Methods (1920)
- Houdini’s Paper Magic (1921)
- A Magician Among the Spirits (1924)

## Dziedzictwo
- Houdini został już po śmierci ugodzony przez swych wrogów, spirytystów, którzy przekonali wdowę po nim, Bess Houdini, do utrzymywania kontaktu z duchem męża za ich pośrednictwem. W każde Halloween przez następne 10 lat uczestniczyła ona w seansach. W 1936, po ostatnim, nieudanym seansie na dachu hotelu Knickerbocker przestała zapalać świece przed zdjęciem męża. Później, w 1943, powiedziała: „10 lat to wystarczająco długi okres oczekiwania na mężczyznę”.
- Poczta USA wydała znaczek z repliką plakatu z występów Houdiniego 3 lutego 2002.
- W 1918 Houdini podpisał kontrakt z producentem filmowym B.A. Rolfe na występy w jego 15-częściowym serialu The Master Mystery (oddanym do dystrybucji w styczniu 1919). Jak często się wówczas zdarzało, równolegle z serialem opublikowano też powieść. Jednakże problemy finansowe spowodowały, że firma B.A. Rolfe Productions wycofała się z interesu, a Houdini został przez Famous Players-Lasky Corporation ogłoszony twórcą dwóch filmów, The Grim Game (1919) oraz Terror Island (1920). Wówczas założył on własną wytwórnię filmową pod nazwą „Houdini Picture Corporation”, w której wyprodukował dwa filmy: The Man From Beyond (1921) i Haldane of the Secret Service (1923), do których napisał też scenariusz oraz sam w nich wystąpił. Mimo sukcesów wycofał się z branży filmowej w 1923. Jego wielki dzień nadszedł w latach późniejszych, gdy umieszczono gwiazdę z jego nazwiskiem w Alei Gwiazd przy 7001 Hollywood Blvd.
- W większości fikcyjną biografią Houdiniego jest film z 1953 z Tony Curtisem. Np. pokazuje jego śmierć w „chińskiej celi wodnych tortur”, zamiast mniej spektakularnego zapalenia otrzewnej.
- Był jedną z postaci w filmie Paula Michaela Grasera Starsky i Hutch oraz w telewizyjnym obrazie z 1976 roku pod tytułem „The Great Houdinis”, również w dużym stopniu opartym na fikcji. Film koncentruje się na relacji Houdiniego z żoną i matką, gdzie jest ukazany jako kłótliwy (podczas gdy ich rzeczywiste relacje były serdeczne) oraz zafascynowany życiem pozagrobowym. W filmie wystąpili m.in. Sally Struthers, Bill Bixby, i Ruth Gordon.
- Zdobywca nagrody Tony, musical Ragtime, na podstawie powieści E.L. Doctorowa również przedstawia postać Houdiniego, jako jedną z nielicznych postaci historycznych w tym dziele.
- Pojawia się (obok Arthura Conana Doyle, Howarda Phillipsa Lovecrafta i Charlesa Forta) jako główny bohater komiksu „Nekronauci” Gordona Rennie wydanego w 2003.
- W serialu Detektyw Murdoch (2009) młody Houdini zostaje oskarżony o napad na bank i morderstwo (odcinek pt. Zrobił to Houdini). W postać Houdiniego wcielił się kanadyjski aktor Joe Dinicol.
- Jest głównym bohaterem opowiadania „Under the Pyramids” H. P. Lovecrafta. Autor napisał tekst na zlecenie właściciela “Weird Tales”. Houdini w 1924 prowadził w piśmie swoją kolumnę. Pisarze publikujący w magazynie tworzyli opowieści z nim w roli głównej, a na autora jednej z nich został wybrany Lovecraft[5].
- Został wspomniany w utworze brytyjskiej wokalistki Duy Lipy „Houdini”[6], w singlu amerykańskiego rapera Eminema o tym samym tytule[7], w utworze 1000 Dni Freestyle Taco Hemingwaya[8], w utworze Delfin rapera Bedoesa[9], także w utworze Houdini grupy Death Grips[10].